# Estação Arts et Métiers
Arts et Métiers é uma estação das linhas 3 e 11 do Metrô de Paris, localizada no 3.º arrondissement de Paris.

## História
A estação leva o seu nome do próximo Conservatoire national des arts et métiers.
Em 2011, 3 859 066 passageiros entraram nesta estação. Ela viu entrar 4 036 745 passageiros em 2013, o que a classifica na 121ª posição das estações de metrô por sua frequência.

## Serviços aos Passageiros

### Acessos
- O acesso 1 « rue Conté, rue de Turbigo - coté numéros impairs » no 57, rue Turbigo.
- O acesso 2 « rue Réaumur, rue de Turbigo - côté numéros pairs » no 42, rue Réaumur.
- O acesso 3 « rue de Turbigo, rue Beaubourg » no 48, rue Turbigo.
- O acesso 4 « rue Réaumur » no 51, rue Turbigo.
- O acesso 5 « rue des Vertus » na Esquina rue des Vertus / 22, rue Réaumur (dois).

### Plataformas
As plataformas das duas linhas são de configuração padrão: duas plataformas laterais por ponto de parada, elas são separados pelas vias do metrô situadas ao centro e a abóbada é elíptica
A estação da linha 3 é estabelecida em uma curva e sua decoração é de estilo "Ouï-dire" de cor verde: a faixa de iluminação, da mesma cor, é suportada por consoles curvos em forma de foice. A iluminação direta é branca enquanto que a iluminação indireta, projetada sobre a abóbada, é multicolorida. As telhas de cerâmica branca são planas e recobrem os pés-direitos, a abóbada, os tímpanos e as saídas dos corredores. Os quadros publicitários são verdes e cilíndricos e o nome da estação está inscrito em letras capitais em placas esmaltadas. As plataformas são equipadas com assentos do estilo "Motte" e os bancos "assis-debout" verdes.
A estação da linha 11 é completamente coberta desde outubro de 1994 de chapas de cobre animadas umas às outras, e não de habituais telhas de faiança. Este equipamento foi colocado por ocasião das celebrações do bicentenário do Conservatoire national des arts et métiers. É devido a Benoît Peeters, cenarista francês, e François Schuiten, cartunista belga, autores da série Les Cités Obscures. O passageiro é imerso no interior de uma grande máquina, uma espécie de Nautilus subterrâneo evocando a atmosfera de Vinte Mil Léguas Submarinas, de estilo steampunk. No teto da estação, uma série de grandes engrenagens evoca o Museu de Artes e Ofícios. O cobre, único material usado, evoca o universo técnico e industrial. Nas plataformas, uma série de janelas abertas em cenografias de tamanho pequeno, focado nas coleções do museu: se observa a esfera armilar, o satélite Telstar, ou até mesmo a roda hidráulica. Todo o mobiliário da estação é adaptado à decoração e constitui um caso único na rede: as chapas com o nome da estação, os bancos de madeira, as lixeiras, as telhas planas dos tímpanos, os terminais de alarmes e as faixas de iluminação, do estilo "Ouï-dire", são marrons. Esta última não possui no entanto iluminação multicolorida e difunde uma luz suave. Não há publicidade sobre estas plataformas.

### Intermodalidade
A estação é servida pelas linhas 20, 38, 47 e 75 da rede de ônibus RATP e, à noite, pelas linhas N12 e N23 da rede Noctilien.

## Pontos turísticos
- Conservatoire national des arts et métiers
- Museu de Artes e Ofícios

## Galeria de fotografias

Linha 3
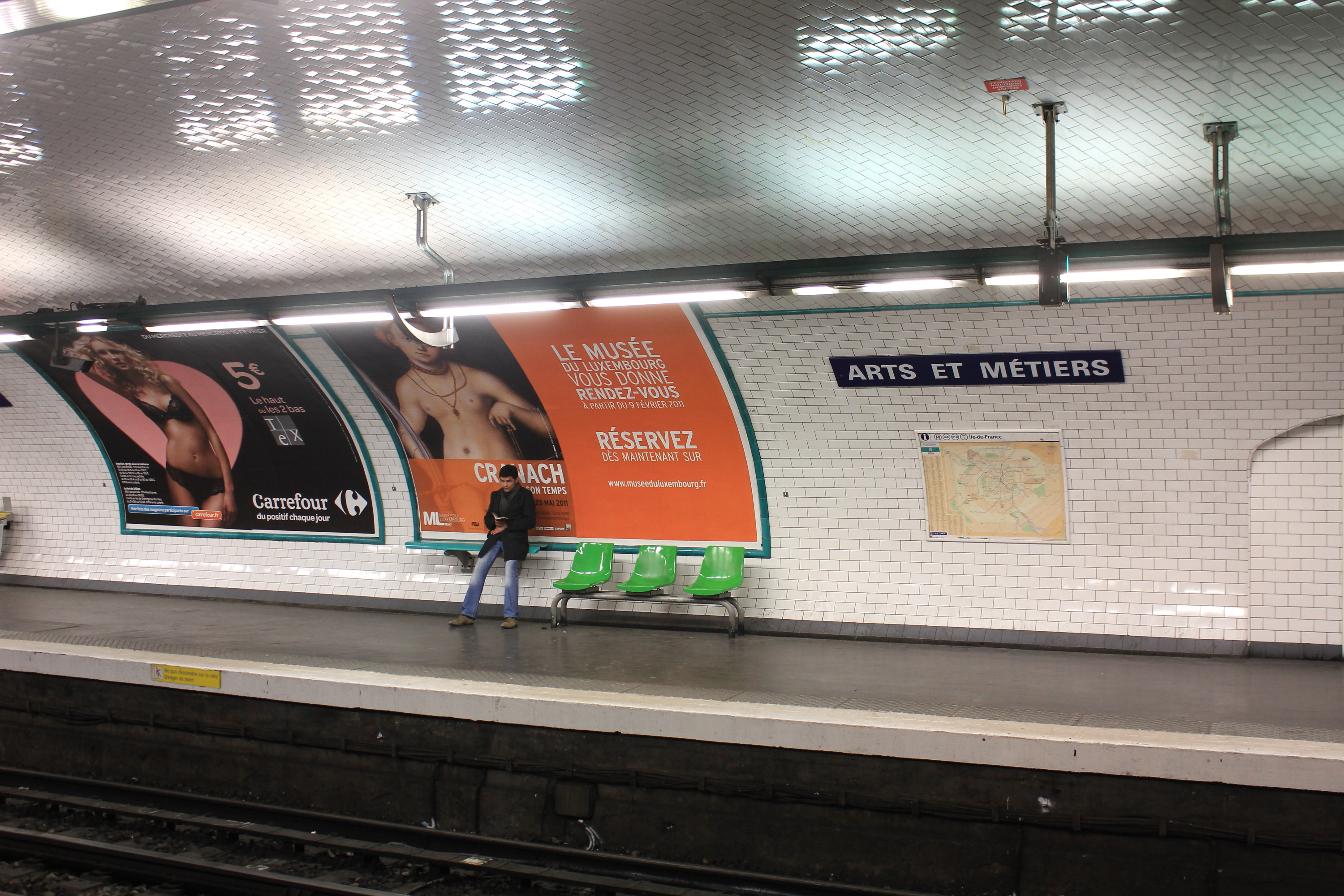
Plataforma Levallois. Os quadros publicitários são verdes e a rampa de iluminação é do estilo Ouï-dire.
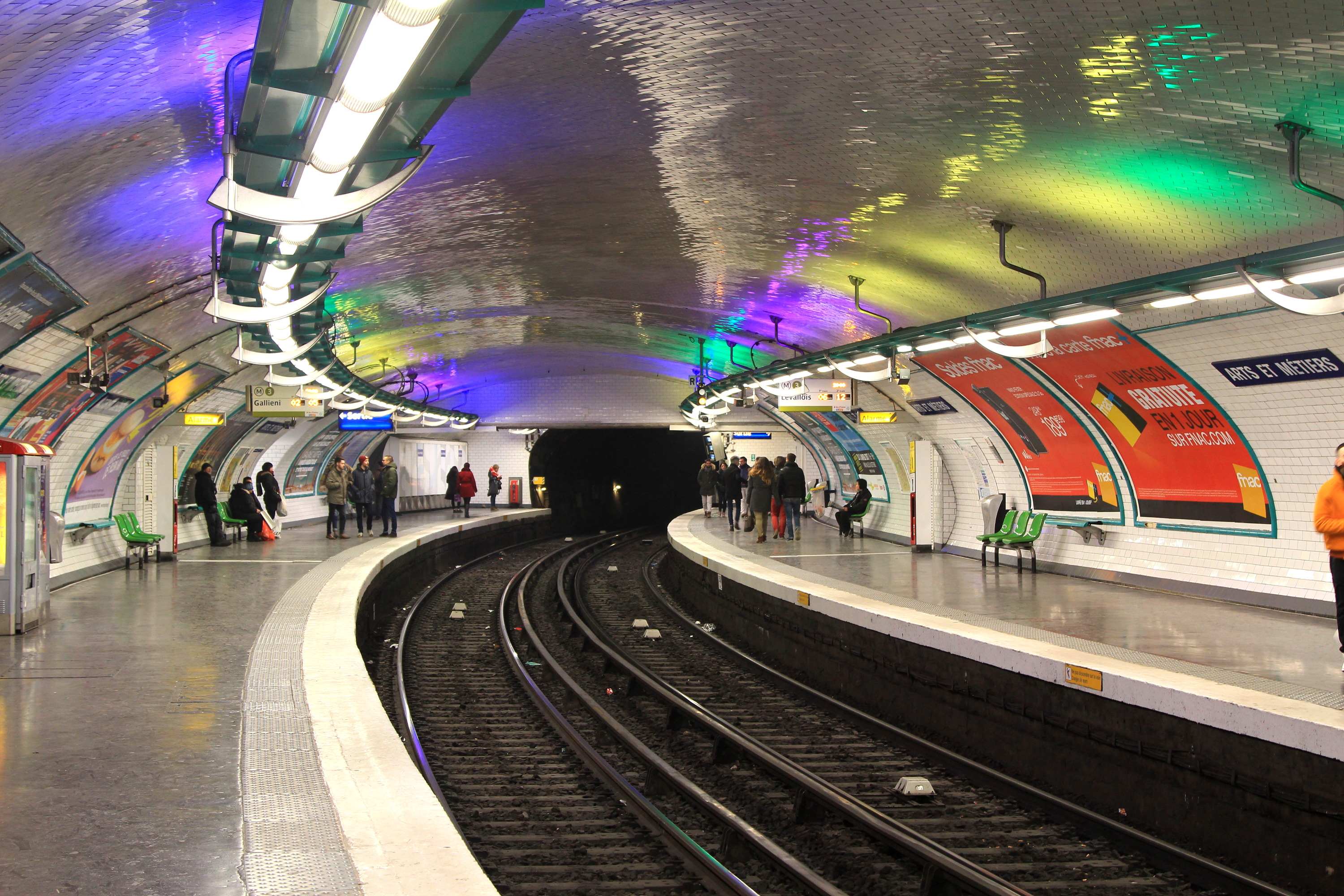
Vista em direção de Levallois. A rampa luminosa foi novamente colorida a partir de 2015.
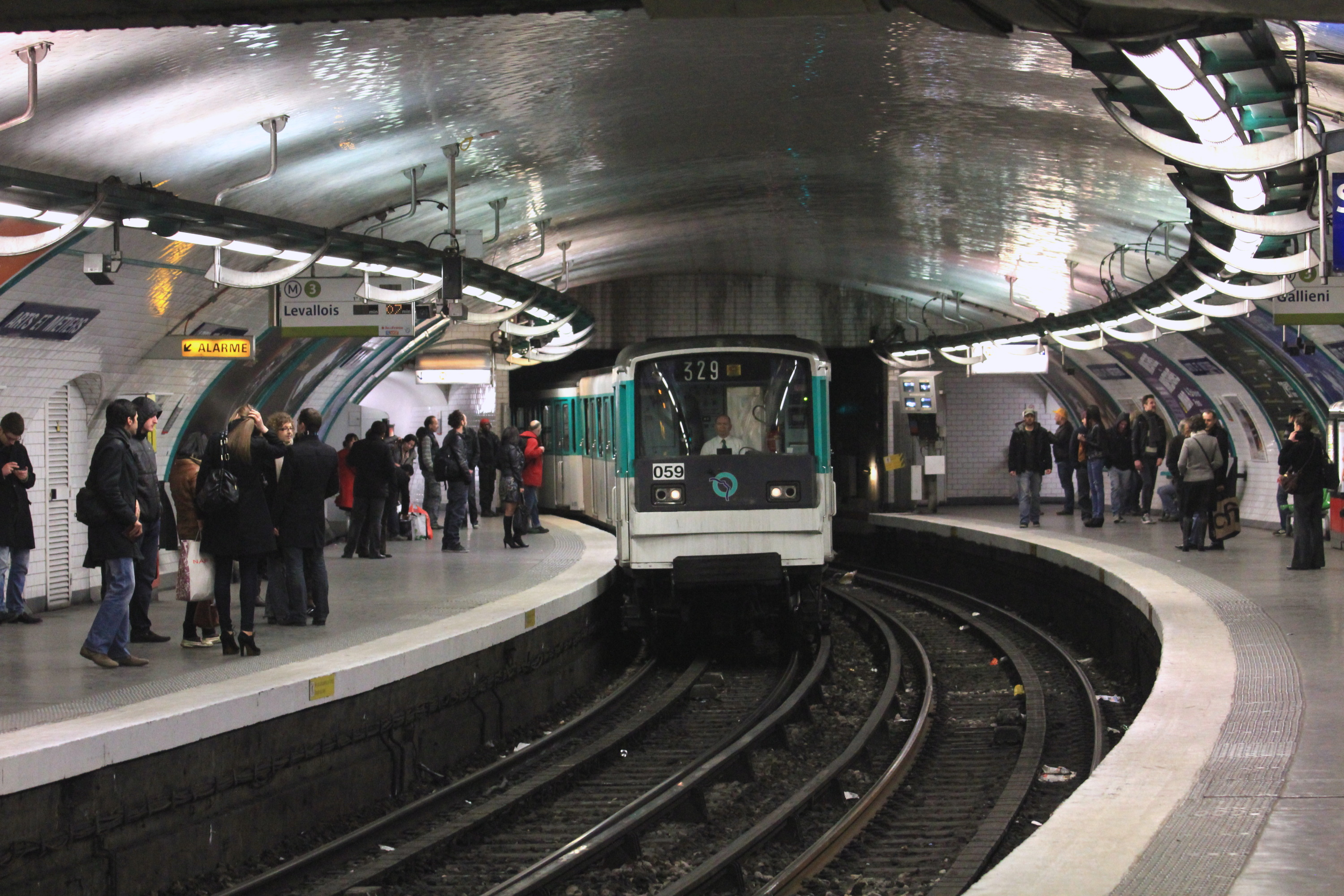
Plataforma para Gallieni e MF 67 entrando na estação.

Linha 11
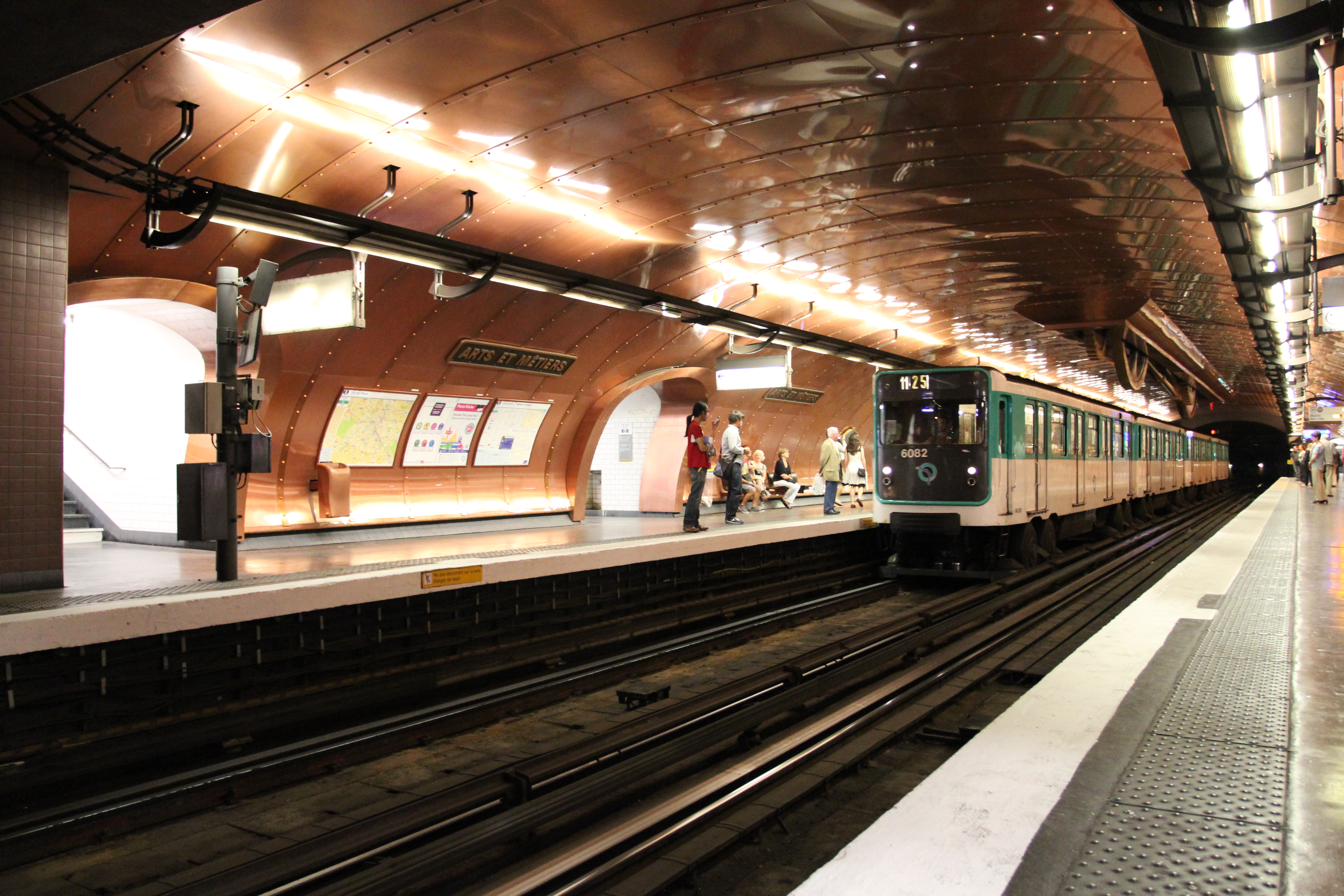
Vista geral das plataformas, com um MP 59 na plataforma.
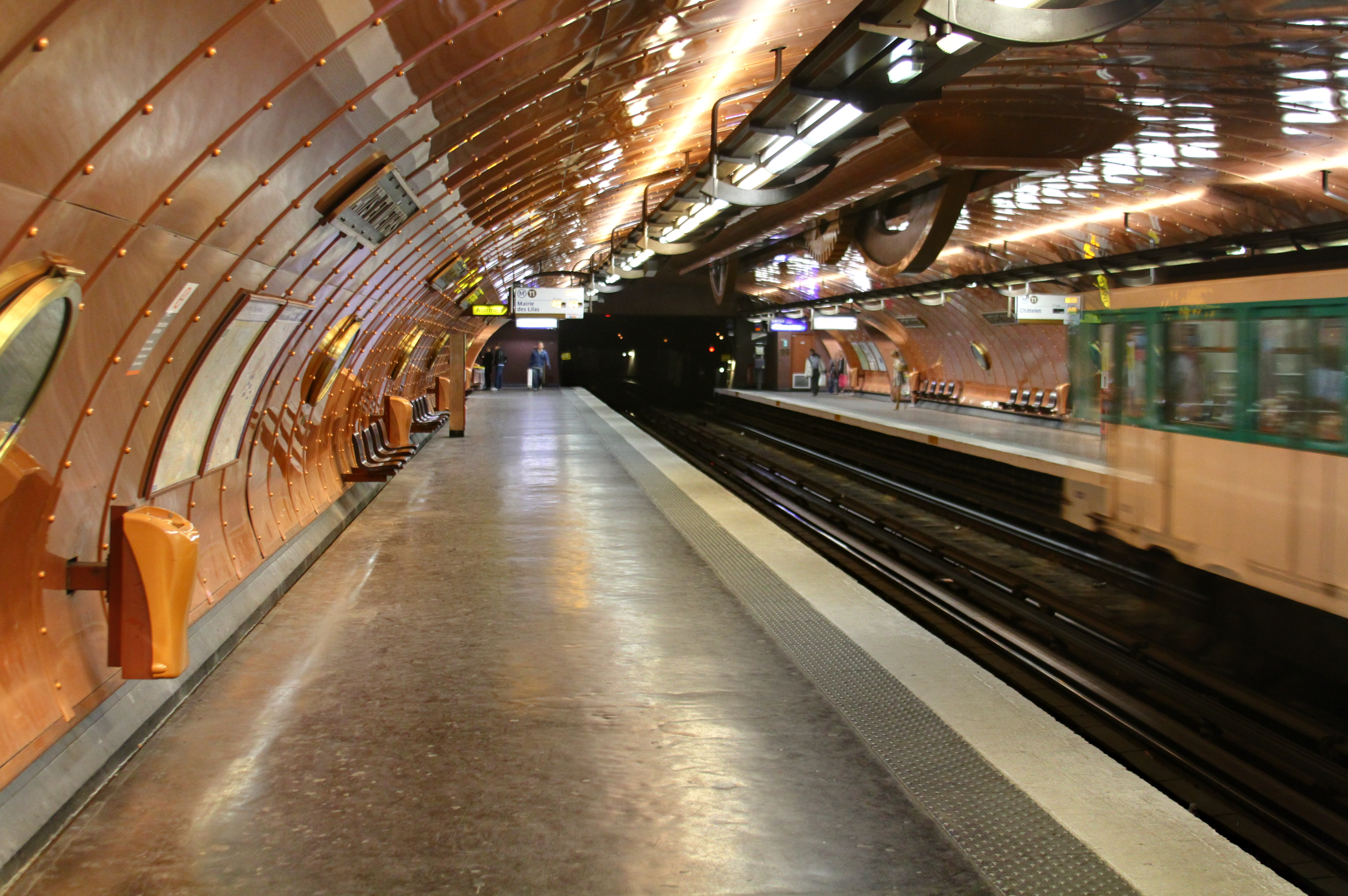
Plataforma direção Mairie des Lilas.
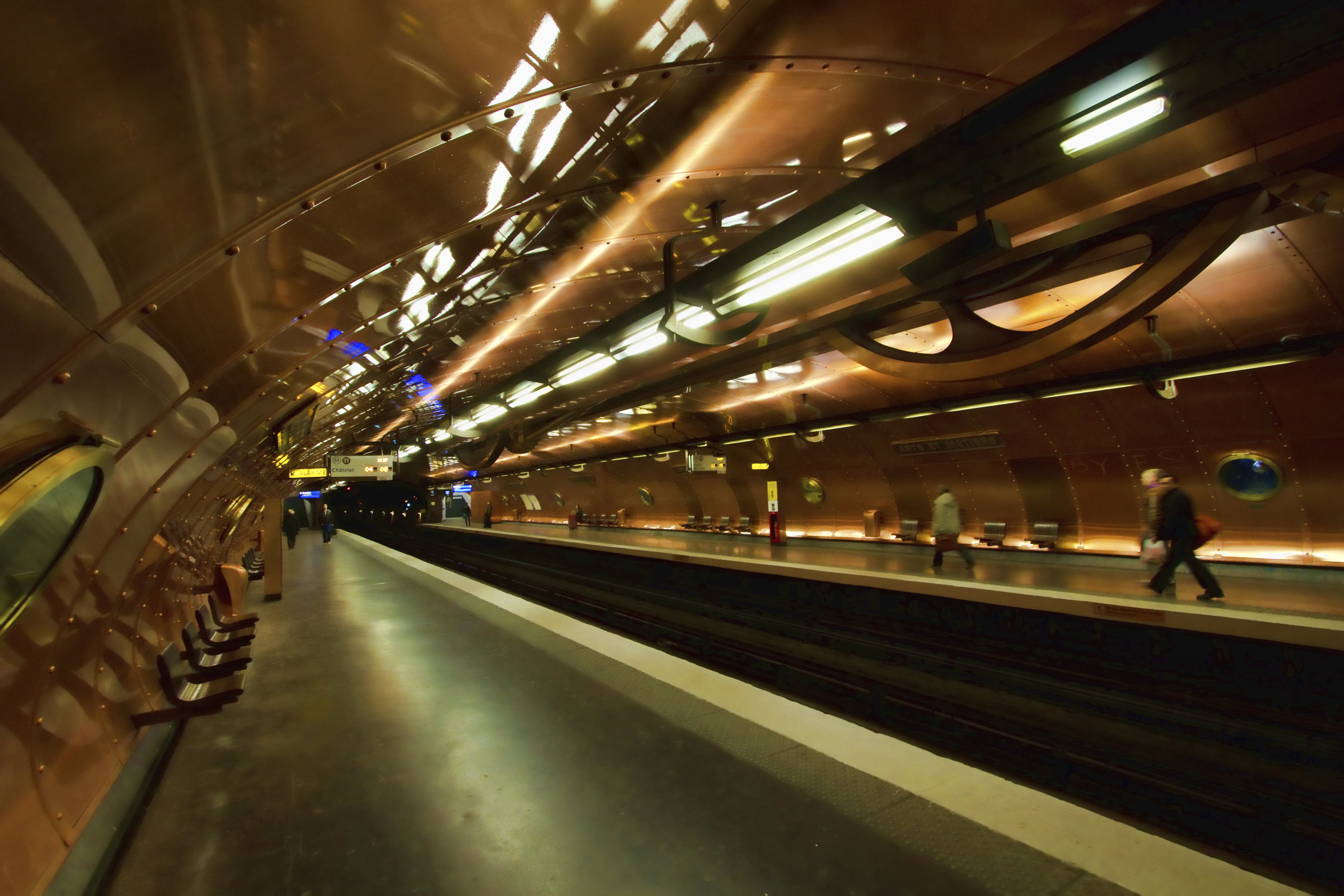
Plataforma direção Châtelet.
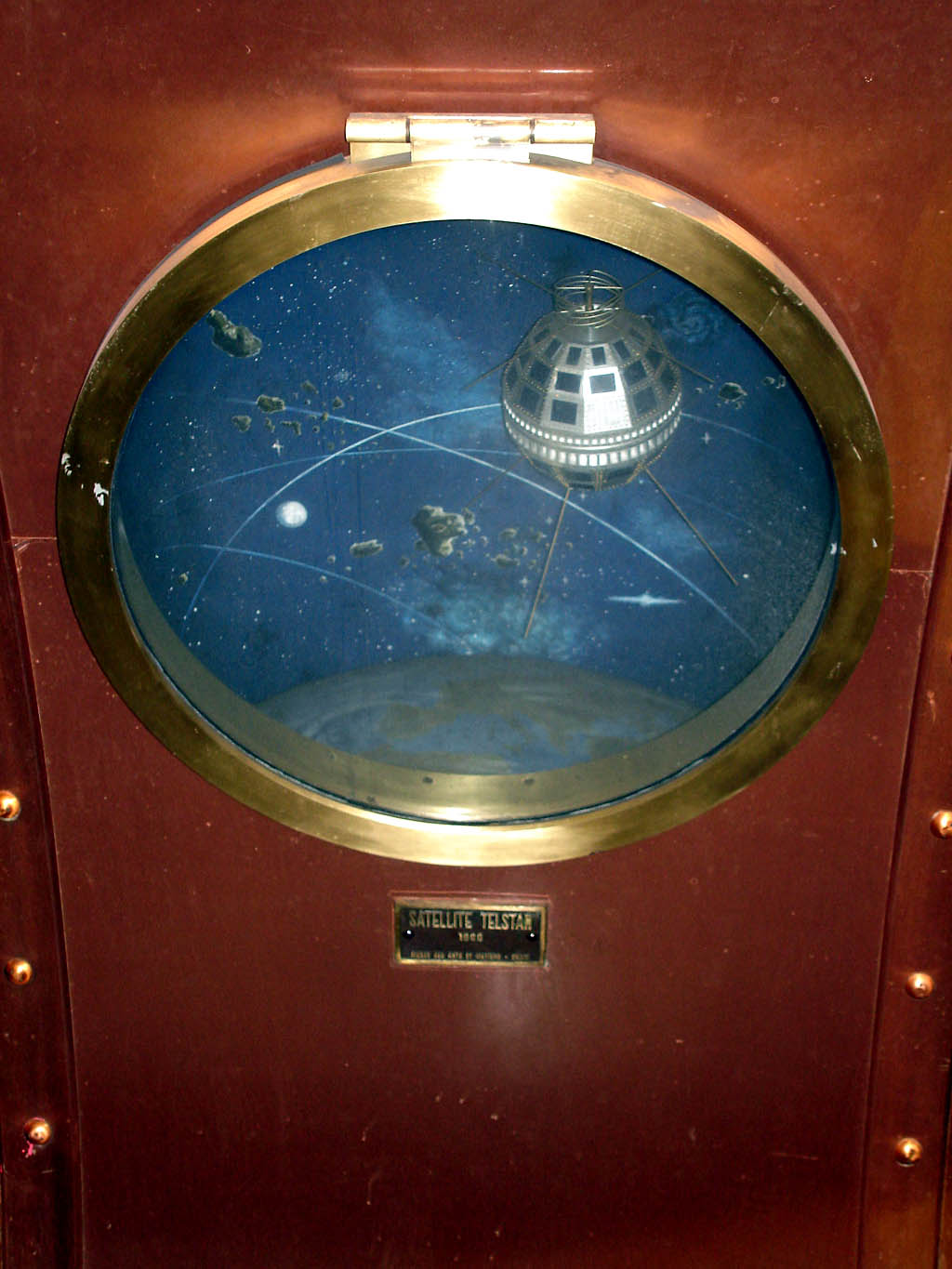
Uma janela.